# Stefanie Sick

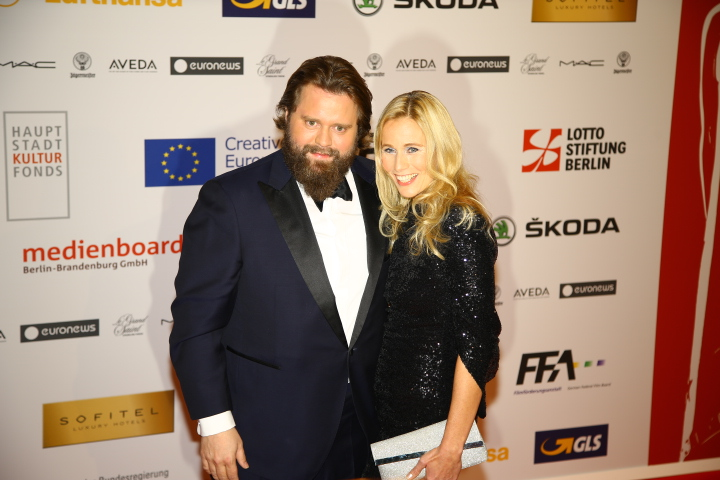
Stefanie Sick mit Antoine Monot, Jr. beim Europäischen Filmpreis 2015

Stefanie Sick (* 25. Mai 1971 in Nürnberg), geborene Erdmann von Leers, ist eine deutsche Journalistin und Moderatorin.

## Werdegang
Stefanie Sick wurde als erstes Kind der Krankengymnastin Astrid von Leers und des  Naturwissenschaftlers Rudolf Erdmann geboren. Sick hat einen jüngeren Bruder.
Nach dem Abitur am Ignaz-Günther-Gymnasium in Rosenheim studierte Stefanie Sick von 1991 bis 1993 Jura und Kommunikationswissenschaft an der Ludwig-Maximilians-Universität München. Während des Studiums arbeitete sie bei einer Werbeagentur im Bereich Konzeption und Text. Anschließend absolvierte sie an der Bayerischen Akademie für Werbung und Marketing (BAW) in München eine Ausbildung zur Diplom-Kommunikationswirtin. Von 1994 bis 1995 leitete Stefanie Sick die Sportpresse und Sportredaktion bei Eurosport in München.
Neben Moderationen von TV-Sendungen, Events, Messe-Auftritten und Interviews für Magazine und TV arbeitete Stefanie Sick von Juni 2000 bis Juni 2021 als Moderatorin bei HSE24. Zwei Jahre moderierte sie dort das Frühstücks-Fernsehen mit Aufschaltungen auf SAT.1, Kabel eins, ProSieben und tm3. Zu ihren Formaten gehörten vorwiegend Münzen-, Nahrungsergänzung-, Mode-, Deko- und Gartensendungen, aber auch Koch-Shows, Reisemagazine, Lotto-Show und Küchen-Quelle.
Seit Juli 2021 ist Sick als freiberufliche Moderatorin vor allem bei Wir24.TV und Lieblingsschlager zu sehen. 2012 moderierte sie zusammen mit ihrem Lebensgefährten Antoine Monot den ersten Deutschen Schauspielerpreis in Berlin. Am 18. August 2017 war sie zusammen mit Antoine Monot Gast in der Fernsehsendung Paarduell. Am 7. Dezember 2018 waren beide Gast des Relaunches der Ratesendung Dingsda. 2022 nahmen sie bei Mein Mann kann teil.

## Engagement
Stefanie Sick ist seit 2008 Patin von SOS-Kinderdorf und seit 2011 Patin der Kindertafel München. 2015 erhielt sie von Münchens Oberbürgermeister Dieter Reiter zum Dank für ihr soziales und ehrenamtliches Engagement eine Urkunde im Namen der Stadt München überreicht.

## Privatleben
Stefanie Sick war zweimal verheiratet und hat drei Kinder. Sie ist seit 2015 mit dem Schauspieler Antoine Monot, Jr. liiert. Beide kannten sich vor ihrer Beziehung schon seit einem gemeinsamen Dreh in den Bavaria Studios 1998.